# Đường về nhà (phim 1999)
Đường về nhà là bộ phim đầu tiên của Chương Tử Di đóng năm 1999 khi nữ tài tử Trung Quốc này mới 20 tuổi, do Trương Nghệ Mưu đạo diễn. Tựa đề tiếng Anh là "The Road Home". Nguyên tác phim là "Cha mẹ tôi (Ngã đích phụ mẹ thân; phồn thể: 我的父親母親; giản thể: 我的父亲母亲; bính âm: wo de fùqīn mǔqīn). Nhờ bộ phim khởi đầu này mà Chương Tử Di bắt đầu được thế giới điện ảnh khám phá tài năng và tên tuổi cô bắt đầu sáng chói trên màn bạc Trung Hoa.
Bộ phim đã từng có bản thuyết minh tiếng Việt chiếu tại Việt Nam trên kênh VTC2.

## Diễn viên chính/Phân vai
- Chương Tử Di (Zhang Ziyi) 章子怡 đóng vai Zhao Di là thiếu nữ vai chính.
- Tôn Hồng Lôi (Sun Honglei) 孫紅雷 - đóng vai Luo Yusheng,con trai của Zhao Di và Luo changyu. người kể lại câu chuyện chôn cha mình.
- Triệu Ngọc Liên (Zhao Yulian) 趙玉蓮 đóng vai Zhao Di lúc già.
- Zheng Hao đóng vai Luo Changyu làm ông giáo, chồng của Zhao Di.
- Li Bin đóng vai mẹ của Zhao Di.

## Tóm tắt Phim
Phim trình bày theo lối kể chuyện xen lồng giữa những cảnh hiện tại của một thanh niên do chính anh kể và quá khứ về câu chuyện tình của cha mẹ anh. Hiện tại hình trắng đen. Quá khứ hình màu.
Phim mở đầu quay cảnh người thanh niên được tin cha mất trở về làng quê của mình. Đó là một vùng hẻo lánh giá lạnh bé nhỏ thưa dân. Viên xã trưởng báo tin cái chết của người cha và nói thêm là xác người quá cố chưa đưa về làng để mai táng được. Bởi lẽ bà mẹ không muốn người ta chở chồng mình về bằng xe vận tải. Bà muốn người ta khiêng di thể của chồng từ huyện về làng.
Qua lời kể lại của mẹ, chàng trai kể lại câu chuyện của cha mẹ mình. Phim chuyển sang hình màu trở lại quá khứ của bà mẹ khi còn là một thiếu nữ (do Chương Tử Di thủ vai) nghe tin có một giáo viên trên tỉnh về dạy tại một ngôi trường sắp xây cất. Hôm gặp gỡ đầu tiên, cô phải lòng ngay thầy giáo đó. Ngày ngày cô đích thân nấu một món ăn, bỏ vào một cái bát úp kỹ, gói khăn, và cùng với những người làng khác, bày trên bàn làm bữa trưa cho những người xây trường học, trong đó có ông giáo trẻ kia, và hy vọng rằng ông sẽ ăn chính bát cơm ấy. Nhờ sự kiên trì, nhẫn nại, tận tụy, và miệt mài, cuối cùng cô gái đã gây được sự chú ý của ông giáo trẻ. Và tình cảm của cô đã được đáp trả.
Mặc dù là một câu chuyện tình, tuyệt nhiên trong phim không có những màn ái ân, trai gái âu yếm vồn vã hôn hít như đa số những phim của Âu Mỹ. Thậm chí một vòng tay ôm, một cái nắm tay cũng không. Tuy nhiên không vì vậy mà phim thiếu đi chất lãng mạn và thiếu đi sự thu hút và truyền cảm. Tình cảm của người thiếu nữ thể hiện qua những bát cơm được sửa soạn và gói bọc một cách cẩn thận và trang trọng trong chiếc khăn và đạo diễn Trương Nghệ Mưu quay rất tỉ mỉ. Cảm động nhất là khi hay tin người yêu lên tỉnh, cô hộc tốc mang bát cơm đuổi theo hy vọng mang đến kịp lúc cho người yêu. Phim quay cảnh cỗ xe ngựa chở chàng trai đang phi nước đại. Cô gái mang bát cơm chạy hộc tốc theo những ngã tắt trên cánh đồng mọc đầy hoa dại. Trời đang tiết xuân, nhưng cô chạy tuôn mồ hôi. Nhưng không may cô bị vấp, bát cơm có bánh bao rơi ra, vỡ lăng lóc lóc trên cỏ, cỗ xe xa dần, và cô khóc nghẹn. Vì bị ngã nên cô đánh mất cái trâm của người yêu tặng. Thế là cô thẩn thờ tìm kiếm mỗi ngày trên con đường kia. Cảnh người thiếu nữ đội tuyết tìm người yêu, bị xỉu giữa đường. Được mang về sốt la liệt. Rồi khi hay tin người yêu trở về thì một sức mạnh kỳ diệu đã khiến nàng tỉnh táo đến lớp học để nghe tiếng giảng bài của người yêu mà nàng cho là một tiếng nói có âm hưởng hay nhất mà nàng từng được nghe. Nàng ngưỡng mộ nghề nghiệp của người yêu và của chồng sau này, nhưng chưa bao giờ tham dự lớp học.
Chính những cái biểu lộ tình cảm một cách chi li, tinh tế, theo một chiều sâu nội tâm kia đã khiến cho người xem phải rơi lệ (giới phê bình phim kể cả tại Mỹ đã đánh giá rất cao, cho điểm bốn, năm sao).
Vì con đường mang quá nhiều ân tình, quá nhiều kỷ niệm của vợ chồng, cho nên bà mẹ (trở lại phim đen trắng hiện tại) không muốn chồng mình quên đi con đường ấy. Bà tin rằng được khiêng về thì chồng của bà mới nhớ được con đường mà trở về.
Khi hiểu được mẹ mình thì chàng thanh niên kia đến gặp viên xã trưởng để xúc tiến việc di quan. Viên xã trưởng cho biết, giữa lúc giá tuyết phải cần ba mươi mấy thanh niên thay đổi. Phải cho họ ăn, phải đãi rượu để họ khỏi bị lạnh. Tổn phí một trăm nhân dân tệ mỗi đầu người. Vị chi tổng cộng ba ngàn rưởi ba ngàn sáu. Người thanh niên móc túi đưa chẵn năm ngàn không do dự.
Kết quả người ta huy động đủ số người di quan. Bất ngờ những người này đều là học trò cũ của người quá cố. Và họ đã tình nguyện khiêng quan tài cho thầy cũ mình và không nhận tiền thù lao. Nhưng cử chỉ cho và nhận rất đẹp và mỹ thuật. Viên xã trưởng trong việc tiền nong rất thành thật mà không có một chút lòng tham. Người cho thì rộng rãi không kèo nài. Thậm chí gần đoạn cuối của phim, người mẹ gom hết số tiền dành dụm kể cả tiền còn trong túi của con trai thành một chồng cao, tặng hết cho xã để góp vào việc xây trường mới. Cảnh chôn chất giữa màn giá tuyết, lạnh lẽo, nhưng cảm động. Bà mẹ ước nguyện được chôn bên cạnh chồng khi qua đời.
Phim kết thúc với cảnh chàng thanh niên dạy lớp học đầu tiên và cũng là cuối cùng ngay lớp học mà cha của chàng đã dạy trước kia, theo sự ước nguyện của người mẹ.

## Giải thưởng Điện ảnh
- 2000 Golden Rooster Awards (Giải "Gà Vàng" Kim Kê)

Giải Đạo diễn Xuất Sắc
Zhang Yimou (Trương Nghệ Mưu)
- 2000 Hundred Flowers Awards (Giải "Trăm Hoa")

Nữ Diễn viên Xuất Sắc— Zhang Ziyi 
- 2000 Berlin International Film Festival

Silver Bear — Jury Grand Prix 
Prize of the Ecumenical Jury 
Golden Bear (đề cử) 
- 2000 Ljubljana International Film Festival

Giải Khán giả - Audience Award 
- 2001 Bodil Awards

Best Non-American Film (đề cử) 
- 2001 Sundance Film Festival

Audience Appreciation Award 
- 2001 Chicago Film Critics Association Awards

Best Foreign Language Film (đề cử) 
- 2001 Fajr Film Festival

Crystal Simorgh for Best Film, International Competition 
- 2001 Florida Film Festival

Giải Khán giả Phim Quốc tế xuất Sắc